# Imperial British East Africa Company

Von der Imperial British East Africa Company ausgegebene Briefmarke, 1890

Die Imperial British East Africa Company (IBEA) war ein kommerzielles britisches Unternehmen, das von 1888 bis 1895 Britisch-Ostafrika verwaltete und damit den Vorläufer und zugleich Wegbereiter der späteren britischen Kolonialverwaltungen Kenias und Ugandas darstellte.

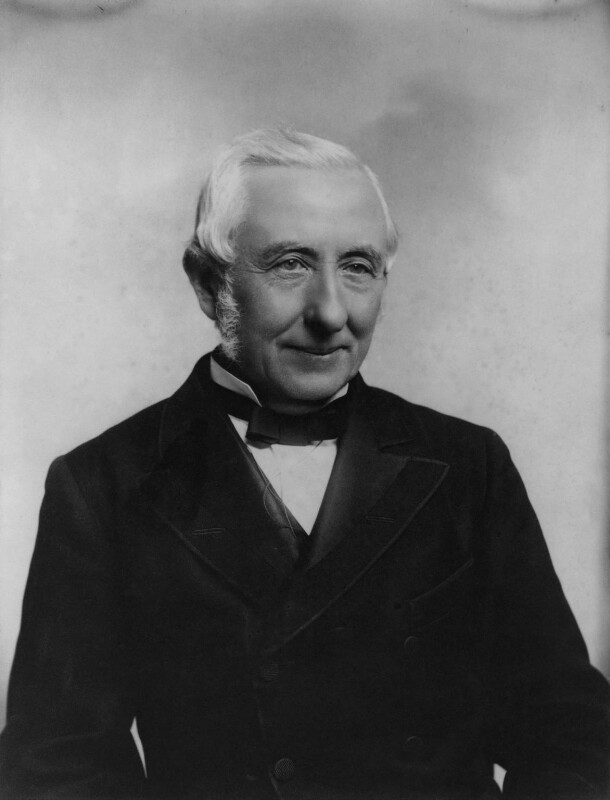
Unternehmensgründer William Mackinnon, Photographie von Eveleen Myers, 1890er Jahre.

Die IBEA wurde nach der Berliner Kongokonferenz von dem schottische Reeder und Kaufmann Sir William Mackinnon gegründet, um den Handel in den Großbritannien zugesprochenen Gebieten Ostafrikas anzuregen und zu kontrollieren. Ausgangsort der Operationen war die Hafenstadt Mombasa an der ostafrikanischen Küste. Das Vorgehen der IBEA war von Missmanagement geprägt und führte 1895 zur Übernahme der Verwaltung der Gebiete Britisch-Ostafrika und Uganda durch das Außenministerium von Großbritannien.

## Gründung und Ziele

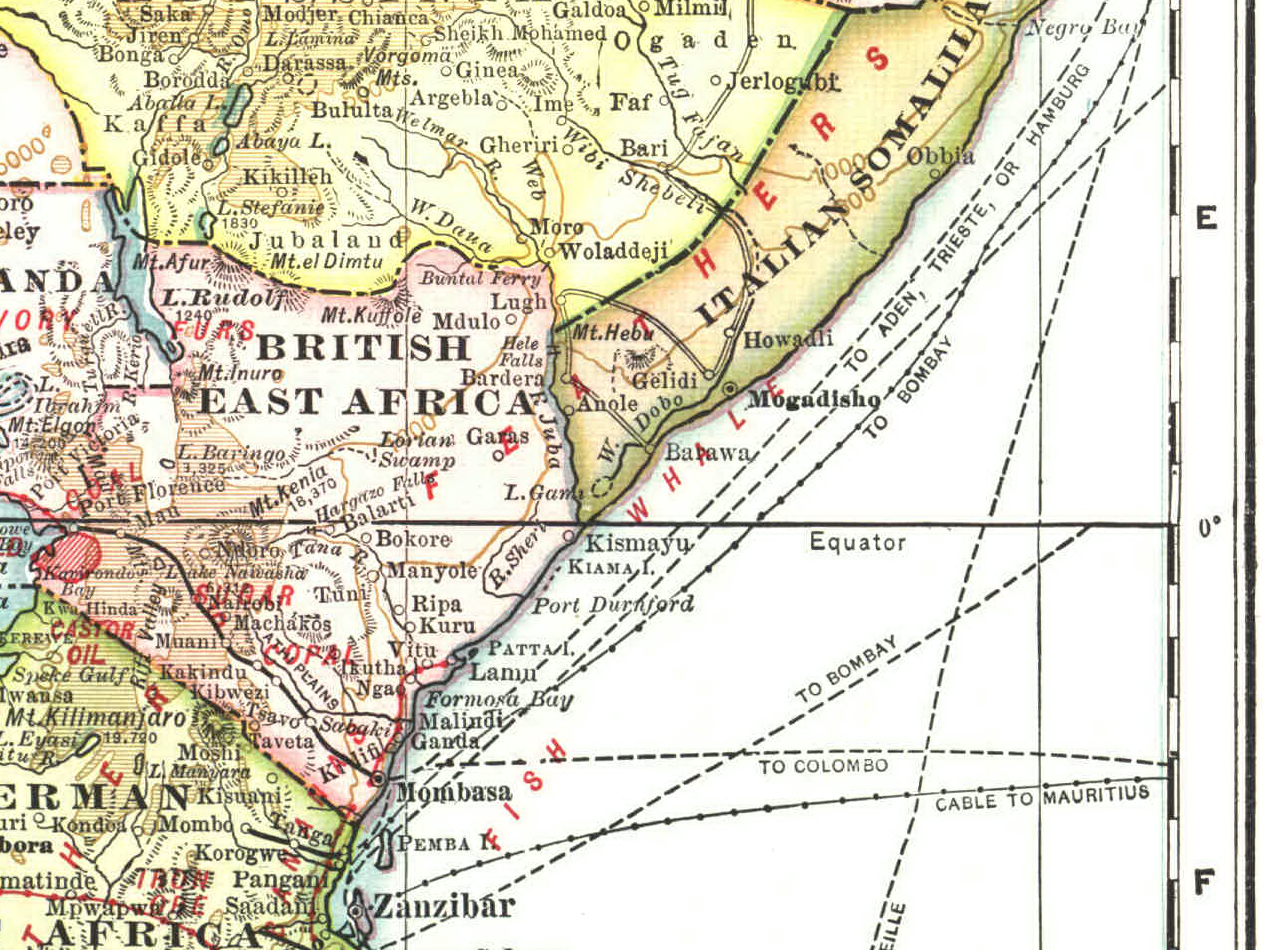
Kenia 1909. Der Verlauf der Bahnlinie zwischen Mombasa und dem Victoriasee bezeichnet die Strecke, auf der die IBEA aktiv war.

Im Zuge der Aufteilung und Eroberung des afrikanischen Kontinents wurde bei der Berliner Kongokonferenz 1884/85 zwischen den Großmächten vereinbart, die Gebiete des heutigen Kenia und Uganda unter britischen Einfluss zu stellen. Da Großbritannien durch seine Aktivitäten in der Kapkolonie stark belastet war, stellte die britische Krone 1888 zuerst das Territorium des heutigen Kenia und ab 1890 das Territorium Uganda unter die Verwaltung der IBEA.
Die IBEA war von Geschäftsleuten dominiert, die bereits eng in den Handel zwischen Ostafrika, Indien und Europa eingebunden waren. Mackinnon als Gründer wurde ebenfalls Vorsitzender des Unternehmens, ein prominentes Verwaltungsmitglied der ehemalige Generalkonsul in Sansibar, John Kirk, viele weitere Mitglieder gehörten zum Kreis von Mackinnons Geschäftsfreunden. Von der britischen Regierung erhielt die Gesellschaft keine finanzielle Unterstützung. Mit einem bescheidenen Kapital von 250.000 £ wollte die IBEA den Handel in Uganda und entlang der ostafrikanischen Küste anregen, unter die eigene Kontrolle bringen und Absatzmärkte schaffen.
Ein vorrangiges Ziel lag darin, die Kontrolle über den ostafrikanischen Elfenbeinhandel zu gewinnen und die Konkurrenz der indischen und swahilischen Kaufleuten auszuschalten. Elfenbein war im 19. Jahrhundert der wichtigste Exportartikel Ostafrikas. Die Nachfrage nach Elfenbein für Klaviertasten, Billardkugeln und anderen Luxusgütern war auf den westlichen Märkten durch das Erstarken des Bürgertums im 19. Jahrhundert immens angestiegen. Karawanen mit mehreren tausend Menschen reisten aus den Küstenstädten ins Zwischenseengebiet, nach Buganda und bis in den Kongo, um Elfenbein aufzukaufen und an die Küste zu bringen. Um in diese etablierten Handelssysteme einzugreifen, musste die IBEA den 600 Meilen lange Handelsweg von Mombasa nach Uganda für ihre Karawanen sichern. Uganda war bis zu diesem Zeitpunkt von der Küste aus nur über südlicher gelegene Routen erreicht worden. Da diese nun aber dem Deutschen Reich zugeschlagenen Gebiet Deutsch-Ostafrika lagen, war man an einem eigenen Handelsweg interessiert.

## Mombasa als Sitz der IBEA

Mombasa 1908. In der Straßenmitte von der IBEA gelegten Draisinen-Schienen.

Die IBEA erwarb vom sansibarischen Sultan eine Konzession über einen zehn Meilen breiten Küstenstreifen und allen Rechten, diesen zu verwalten. Ihren Sitz richtete die Company, von den Angestellten leger auch Coy genannt, in der Hafenstadt Mombasa ein, das als Hauptstadt Britisch-Ostafrikas galt. Mombasa war zu diesem Zeitpunkt der größte Ort im britischen Teil der ostafrikanischen Küste und Knotenpunkt für den Handel, der mit der Region des Mount Kenya getrieben wurde. Handelshäuser aus Indien, Arabien und Europa hatten hier Niederlassungen. Sansibar, Sitz des Sultans von Oman und internationale Drehscheibe für Handel und politische Entwicklungen, war leicht zu erreichen.
Die IBEA organisierte die Müllbeseitigung in der Innenstadt, errichtete ein Hospital mit zwölf Betten für Weiße und eigene Hafengebäude. Sie ließ Schienen, die für eine Bahnlinie ins Innere vorgesehen waren, auf der Insel auslegen, auf denen sich die Europäer in Draisinen mit Leinenüberdachung von afrikanischen Bediensteten durch die Stadt schieben lassen konnten. In der Hauptstraße Ndia Kuu entstanden neue Läden und ein Büro, Residenz der Verwaltung war Leven House an der Hafenpromenade, wo zuvor das britische Konsulat im Sultanat Sansibar residiert hatte.
Die zumeist jungen Angestellten richtete sich in arabischen Steinhäusern ein. Sie hatten sowohl unter der einheimischen Swahili-Bevölkerung als auch unter den Weißen, die nicht zur Company gehörten, bald einen schlechten Ruf. Der Laden des goanesischen Händlers M.R. de Souza wurde zu einem Treffpunkt für alle Weißen – abgesehen von den Missionaren der beiden nahegelegenen Missionsstationen, die das vergnügungsfreudige Verhalten der Company-Angestellten ungebührlich und unsittlich fanden. Tatsächlich berichteten viele Beobachter von zahllosen Partys und Empfängen, hinzu kamen Segel- und Schießwettbewerbe und andere gesellschaftliche Ereignisse, die nicht selten in Trinkgelagen endeten.
Ende 1891 umfasste die IBEA acht Verwaltungssektoren: Finanzen, Steuern, Schiffsverkehr, Transport, öffentliche Angelegenheiten, Post, medizinische Versorgung und eine Hauptverwaltung. Zum Personal gehörten zu diesem Zeitpunkt allerdings nicht mehr als 25 Europäer, die zum kleinen Teil mit Familien in Mombasa lebten. Die Fluktuation unter den europäischen Angestellten war hoch, ein großer Teil starb an Tropenkrankheiten. Die militärische Truppe der IBEA bestand aus zwei Kompanien sudanesischer Soldaten, die in Kairo rekrutiert worden waren; hinzu kam eine 200 Mann starke Polizeieinheit, die aus ausgebildeten Polizisten, in Indien angeworben, bestand.

## Stationen
Ab 1889 errichtete die IBEA auf ihren Erkundungsexpeditionen eine Reihe von Verwaltungsposten entlang der zentralen Karawanenstraße von Mombasa zum Victoriasee. Die Stationen lagen in der Regel an Orten, die sich in den vorangegangenen Jahrzehnten im interregionalen Karawanenhandel bereits als Handelszentren etabliert hatten. Die wichtigsten unter ihnen waren Machakos und Dagoretti, später Kikuyu (oder, da von Major Smith neugegründet, auch Fort Smith genannt), hinzu kamen 1894 Eldama Ravine und Mumias. Die Stationen waren klein und dünn besetzt, in der Regel von ein bis zwei jungen Europäern und fünfzig bis hundert afrikanischen Hilfskräften, die je nach Bedarf als Träger, Militär oder Boten eingesetzt wurden.

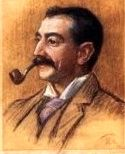
Francis Hall, Beamter auf der Station Kikuyu von 1892 bis 1899

Aufgabe der Stationen war es, Rastorte für die durchreisenden Karawanen der IBEA zu bieten und sie mit Lebensmitteln für die Weiterreise zu versorgen. Dafür wurden in großen Mengen Lebensmittel bei der benachbarten Bevölkerung aufgekauft, da die Karawanen oft bis zu tausend und mehr Menschen umfassten. Es kam aber auch immer wieder vor, dass Raubzüge und so genannte „Strafexpeditionen“ gegen die ansässige Bevölkerung durchgeführt wurden. Dennoch entwickelten sich die Stationen zu lebhaften Knotenpunkten für Handel und Kommunikation, bei denen sich kleine Händler, Abenteurer oder Ausgestoßene der umliegenden Gemeinschaften ansiedelten. Da die Company stets auf Träger und andere Hilfskräfte angewiesen war, waren sie Anziehungspunkte für Menschen, die Verdienstmöglichkeiten suchten, sich an dem großen Geschäft mit Elfenbein beteiligen und begehrte europäische Waren wie Waffen, Kleidung, Perlen oder Tabak erhandeln wollten und wurden so Keimzellen für sich später entwickelnde Städte.
Auch wenn die Stationen in ihrem Umkreis durchaus einen gewissen Einfluss ausübten, kann man jedoch von Kontrolle oder gar Herrschaft der IBEA im Inland nicht sprechen. Die wenigen Europäer waren auf gute Beziehungen zu der ansässigen Bevölkerung angewiesen, nicht nur, um die Versorgung der Karawanen zu sichern. Allein, um überleben zu können, gingen sie Allianzen mit einheimischen Autoritäten ein, die sich ihrerseits von den Weißen Vorteile erhofften. Nur mit Diplomatie und Zurückhaltung war es möglich, eine Station zu halten. Die aus Angst und Unerfahrenheit angewandten Methoden, Einheimische zu bedrohen, gar zu bestrafen, gefangen zu nehmen und zu töten, erwiesen sich als unklug. Im Fall der Station Dagoretti hatte es sogar zur Folge, dass die Station von aufgebrachten Kikuyu niedergebrannt wurde und später wieder errichtet werden musste.

## Expeditionen

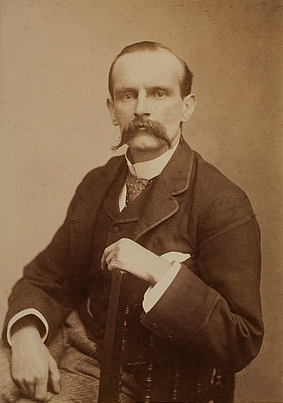
Frederick Lugard reiste als Beauftragter der IBEA nach Uganda und gründete mehrerer Stationen in Kenia und Uganda

Da die IBEA in erster Linie am Handel und daher an Transportwegen interessiert war, bestand die erste große Unternehmung der IBEA in einer Expedition unter Leitung von Frederick John Jackson, der seit 1884 als Ornithologe und Elfenbein-Jäger in Ostafrika tätig war. Er sollte durch das Gebiet bis zum Victoriasee, das bisher nur von sehr wenigen Europäern bereist worden war, eine sichere Route für die Karawanen der IBEA finden. Jackson reiste 1892 auf einer bereits bestehenden Route, die von einheimischen Händlern benutzt wurde und durch die wasserlose Region über Kibwezi, Machakos und Kikuyu führte, bis nach Uganda und kehrte dann zurück. Weitere Expeditionen der IBEA führten unter Leitung von Frederick Lugard an den Fluss Sabaki und unter John Pigott entlang des Flusses Tana, bei denen man feststellte, dass die erhoffte Nutzung der Gewässer als Verkehrswege nicht möglich war.

## Verkehr und Kommunikation
1890 begannen die Arbeiten an einer Straße für Ochsenkarren, durch die der Transport mit Fahrzeugen ermöglicht werden sollte und damit die Einsparung der bisher nötigen zahlreichen Träger. Die Straße sollte Mombasa und Uganda verbinden und wurde später allgemein als die Mackinnon-Sclater Road bezeichnet. Sie führte über Kibwezi und entlang der Karawanenstraße bis nach Busia nördlich des Victoriasees. Da MacKinnon den Bau des ersten Abschnittes finanzierte, benannte man die Strecke zwischen Mombasa und Kibwezi nach ihm. Hauptmann B. L. Sclater, der Leiter eines Vermessungsteams für die Uganda Railway, führte den Bau der Straße 1894 bis ins Rift Valley fort, während der letzte Teil bis Busia von seinem Kollegen Hauptmann G. E. Smith übernommen wurde.
Ebenfalls 1890 begannen auch die Arbeiten an einer Schmalspurbahnlinie, die das trockene Gebiet hinter dem Küstengürtel ins Innere durchqueren sollte. Allerdings stoppten die Arbeiten nach der Fertigstellung von acht Meilen, da die Company keine weiteren Mittel aufbringen konnte. Ein kleiner Dampfer wurde in Einzelteilen aus England eingeführt, an den Victoriasee transportiert und sollte dort, zusammengesetzt, für die Verbindung zwischen der östlichen und westlichen Seeseite sorgen.
1891 waren die Häfen von Mombasa, Malindi und Lamu durch Telegraphen miteinander verbunden, die die Eastern Telegraph Company aufgebaut hatte.

## Übernahme durch das britische Außenministerium
Da die Administration der Company von Beginn an schlecht finanziert war und sich ihre Angestellten vielerorts durch Unfähigkeit und Korruption auszeichneten, steuerte die IBEA bald auf einen Bankrott zu. 1893 gab sie Uganda auf, ab 1895 wurde auch Kenia vom britischen Außenministerium mit verwaltet. Bis die Uganda-Bahn 1902 fertiggestellt war, änderte sich an der Verwaltung des Gebietes jedoch wenig. Die meisten Angestellten der Company wurden in den Dienst der Krone übernommen und fuhren mit ihrer bisherigen Praxis von Diplomatie und zeitweiliger Gewaltdemonstration fort.
Trotz der kurzen Zeit ihres Bestehens hatte das Wirken der IBEA nachhaltige Folgen. Ihr Personal bestimmte maßgeblich die nachfolgende koloniale Politik mit, viele ihrer Angestellten waren als Pioniere der Kolonialverwaltung hoch angesehen und machten innerhalb der kolonialen Hierarchie Karriere. So etwa John Ainsworth (1864–1946), der von 1891 bis 1898 die Station Machakos verwaltete, danach großen Einfluss auf die Einrichtung der Reservate hatte und später zum Chief Native Commissioner der Kolonie Kenia aufstieg oder Frederick Jackson, der erster Gouverneur von Kenia und zwischen 1911 und 1918 Gouverneur von Uganda war.